# Ivan Jontez
Ivan (Janez) Jontez, slovenski pisatelj, novinar, publicist in urednik, * 2. oktober 1902, Cerklje na Gorenjskem, † 1. maj 1979, Cleveland.

## Življenjepis
V matični knjigi je vpisan kot Janez Jontez. Oče mu je bil rudar Janez st., mati mu je bila Marjana (rojena Jenko). Jontez se je po koncu prve svetovne vojne naselil v Kanadi, kjer je živel do leta 1929, nato pa odšel v ZDA. Sprva je bil priložnostni delavec, kasneje pa postal trgovec in novinar. Leta 1937 je pričel urejati Enakopravnost ter od leta 1941 do 1942 Cankarjev glasnik.

## Književna dela
Besedila je objavljal v raznih listih: Proletarec, Ameriška domovina, Ameriški družinski koledar, Mladinski list in drugih. Napisal in izdal je več romanov v slovenskem in angleškem jeziku, med drugim : Senca preko pota (1940), Jutro brez sonca (1949), Trouble on East Green Street (1956).